# Jeneba Tarmoh
Jeneba Sylvia Tarmoh (Los Angeles, 27 settembre 1989) è una velocista statunitense.

## Palmarès
| Anno | Manifestazione    | Sede      | Evento      | Risultato | Prestazione | Note                                             |
| ---- | ----------------- | --------- | ----------- | --------- | ----------- | ------------------------------------------------ |
| 2006 | Mondiali juniores | Pechino   | 200 m piani | 7ª        | 23"96       |                                                  |
| 2006 | Mondiali juniores | Pechino   | 4×100 m     | Oro       | 43"49       |                                                  |
| 2008 | Mondiali juniores | Bydgoszcz | 100 m piani | Oro       | 11"37       |                                                  |
| 2008 | Mondiali juniores | Bydgoszcz | 4×100 m     | Oro       | 43"66       | Miglior prestazione mondiale stagionale under 20 |
| 2011 | Mondiali          | Taegu     | 200 m piani | Batteria  | 23"60       |                                                  |
| 2012 | Giochi olimpici   | Londra    | 4×100 m     | Oro       | 40"82       | [ 1 ]                                            |
| 2013 | Mondiali          | Mosca     | 200 m piani | 5ª        | 22"78       |                                                  |
| 2013 | Mondiali          | Mosca     | 4×100 m     | Argento   | 42"75       |                                                  |
| 2014 | World Relays      | Nassau    | 4×100 m     | Oro       | 41"88       | Record dei campionati                            |
| 2015 | World Relays      | Nassau    | 4×200 m     | Finale    | dnf         |                                                  |
| 2015 | Mondiali          | Pechino   | 200 m piani | 6ª        | 22"31       |                                                  |

## Campionati nazionali
- 1 volta campionessa nazionale dei 200 metri piani (2014)